# Береговая улица (Самара)
Берегова́я у́лица — улица города Самары, проходящая в Промышленном и Кировском районах, недалеко от берега реки Самары.
Улица начинается от проспекта Кирова, пересекается с улицей Земеца. Далее дорога переходит в главную улицу посёлка Чкалова.

## История
Улица появилась на карте города, который тогда назывался Куйбышев, в конце 1930-начале 1940 годов, при строительстве Безымянской ТЭЦ.

## Здания
Улица проходит в промышленной части города, где расположены, в основном, заводские здания и сооружения.
- Улица выводит на испытательный аэродром Безымянка.
- Между этой улицей и берегом реки Самара находится Безымянская ТЭЦ.
- Гипсовый комбинат (Береговая, 9а)
- Логистический центр парфюмерно-косметической компании «Весна» находится по адресу Береговая, 10[3] Ранее на этом месте располагался Куйбышевский ремонтный трамвайно-троллейбусный завод (КРТТЗ (1970-2001)), который изначально производил полнокомплектные капитальные ремонты трамвайных вагонов и троллейбусов, а с 1997 года выпускал троллейбусы собственной модели (клоны ЗиУ-682).

Есть также несколько жилых домов, построенных в первой половине 1940-х годов.

## Транспорт
На проспекте Кирова — остановка общественного транспорта «Улица Береговая»:
- Трамвайные маршруты 8, 25
- Троллейбусы 8, 10, 12, 13, 18
- Автобусы 30, 47, 55
- Маршрутные такси 103к, 104к, 123, 261, 347, 397, 423а.

На пересечении с улицей Земеца — остановка «Кислородный завод»:
- Автобус 8.

Ближайшая станция метро — Юнгородок.
Береговую улицу пересекают железнодорожные пути, ведущие к различным заводам и предприятиям, пассажирский железнодорожный транспорт по этой улице не проходит.